# Phare de Back River
Le phare de Back River (en anglais : Back River Light), était un phare côtier situé au sud de l'embouchure la Back River, sur la rive ouest de la baie de Chesapeake et au nord de Fort Monroe près de la ville de Hampton en Virginie. 
En proie à l'érosion pendant la plus grande partie de son existence, il a été détruit en 1956 par l'ouragan Flossy  .

## Historique
Identifiant : ARLHS : USA-025 .

### Lien connexe
- Liste des phares en Virginie